# Brunegg
Brunegg est une commune suisse du canton d'Argovie, située dans le district de Lenzbourg.

Vue aérienne (1946)

## Histoire
Brunegg fait partie du bailliage de Lenzbourg jusqu'en 1798.